# Parque Municipal Ursulina de Andrade Mello
O Parque Municipal Ursulina de Andrade Mello é uma unidade de conservação de proteção integral situada no município brasileiro de Belo Horizonte.
Situado no bairro Castelo, região da Pampulha em Belo Horizonte, o parque originou-se da Fazenda São José, de propriedade de Alípio Ferreira de Mello e Ursulina de Andrade Mello, cuja área de mata foi doada para o município em 22 de setembro de 1978, em razão do parcelamento da fazenda, tendo sido a doação efetuada em troca da condição de se destinar a área para a criação de um parque. O Plano Diretor para o parque, elaborado por uma equipe de técnicos da PBH, data de janeiro de 1985. hoje é chamado pelos moradores de "parquinho da mata".